# Crista Flanagan
Crista Flanagan (ur. 24 lutego 1976 r. w Mount Vernon w stanie Illinois, USA) – amerykańska aktorka filmowa i telewizyjna, komediantka (także stand-upowa).
Absolwentka University of Evansville oraz University of California, Irvine.
Jest przede wszystkim znana ze skeczy komediowych w amerykańskiej serii MADtv. Ponadto zagrała m.in. w filmowych parodiach Aarona Seltzera i Jasona Friedberga: Totalny kataklizm (2008), Poznaj moich Spartan (2008) oraz Wielkie kino (2008).
Obecnie mieszka w Los Angeles w Kalifornii.